# Coming to Homerica
"Coming to Homerica"[carece de fontes?] é o vigésimo primeiro, e último episódio da 20ª Temporada de Os Simpsons. Ele foi exibido originalmente nos Estados Unidos no canal da FOX, no dia 17 de Maio de 2009. Nesse episódio, praticamente Ogdenville inteira se muda para Springfield.

## Enredo
Após receber a notícia de que o Krusty Burger é a lanchonete menos saudável de todas, Krusty decide lançar um novo hamburguer chamado "Hamburger-mãe natureza", feito "100% de Cevada". Entretanto, logo no dia do lançamento desse hamburger, todos que o comem passam mal, e até vomitam. Kent Brockman faz uma reportagem sobre a origem da cevada: Ogdenville. É revelado que por causa de uma ratazana presa na máquina, a cevada não prestava. No dia seguinte da reportagem, Ogdenville praticamente faliu, pois o lucro da cidade era graças a cevada. Os Ogdenvilianos decidem se mudar para Springfield. Os cidadãos de Springfield decidem contratar os Ogdenvilianos para fazer "os trabalhos que eles não querem" (praticamente tudo).
Entretanto, a migração dos Ogdenvilianos acaba se tornando um problema; pois quando Bart se machuca gravemente, o hospital está lotado de Ogdenvilianos. É feita uma reunião na prefeitura, e foi decidido que Springfield irá "banir os Ogdenvilianos e Xilofones". Infelizmente, a polícia não consegue impedir que os Ogdenvilianos entrem em Springfield, e então os próprios civis protegem a cidade. Para evitar qualquer Ogdenviliano em Springfield, os cidadãos decidem construir uma barreira; apesar de no início, Marge resistir inicialmente. Por não saberem construir nada, os cidadãos de Springfield decidem contratar os Ogdenvilianos para ajudar a construí-la. No final, os Ogdenvilianos ficam em Springfield, pelo fato de os cidadãos de Springfield sentirem falta deles.